# يان دوريتسا

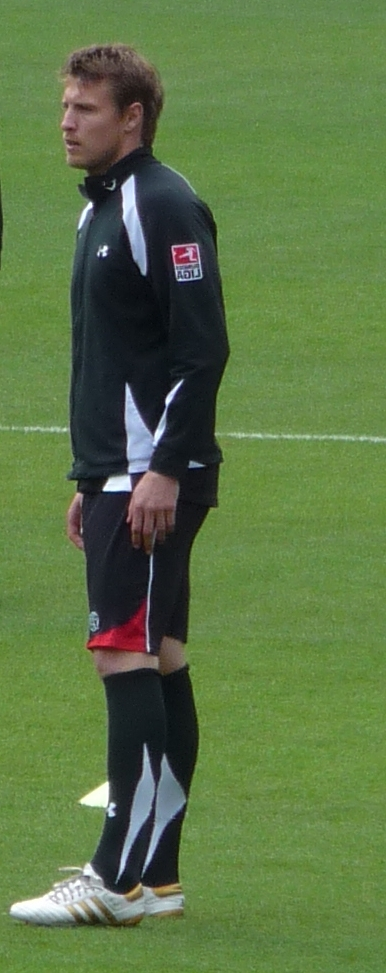

يان دوريتسا (مواليد 10 ديسمبر 1981 في دونيسكا ستريدا - تشيكوسلوفاكيا) لاعب كرة قدم سلوفاكي يلعب حاليا لصالح نادي الدرجة الأولى هانوفر الألماني منذ 2010 في مركز قلب الدفاع .

## روابط خارجية
- يان دوريتسا على موقع الاتحاد الدولي (مؤرشف)  (الإنجليزية)
- يان دوريتسا على موقع الاتحاد الأوربي (الإنجليزية)
- يان دوريتسا على موقع اتحاد تركيا (لاعب) (الإنجليزية)
- يان دوريتسا على موقع قاعدة بيانات كرة القدم.إي يو (الإنجليزية)
- يان دوريتسا على موقع ناشيونال فوتبول تيمز (الإنجليزية)
- يان دوريتسا على موقع Soccerway.com (الإنجليزية)
- يان دوريتسا على موقع عالم كرة القدم.نت (الإنجليزية)
- يان دوريتسا على موقع AS.com (الإسبانية)